# Єлизаветпіль (Звягельський район)
Єлизаве́тпіль — село в Україні, у Барашівській сільській територіальній громаді Звягельського району Житомирської області. Населення становить 4 особи (2001).

## Історія
В 1906 році — Єлизаветпіль, колонія Барашівської волості Житомирського повіту Волинської губернії. Відстань від повітового міста 70 верст, від волості 10. Дворів 37, мешканців 261.
Належала до лютеранської парафії у Геймталі.
В період сталінських репресій в 30-і роки минулого століття, органами НКВС безпідставно було заарештовано та позбавлено волі на різні терміни 4 мешканців колонії, з яких 1 особу розстріляно. Нині всі постраждалі від тоталітарного режиму реабілітовані.
До 28 липня 2016 року село входило до складу Ганнопільської сільської ради Ємільчинського району Житомирської області.